# Koers van de Olympische Solidariteit
De als in een vrije vertaling bekend staande Koers van de Olympische Solidariteit van de Poolse meerdaagse wielerwedstrijd Międzynarodowy Wyścig Kolarski „Solidarności” i Olimpijczyków (letterlijk vertaald: Internationale Wielerwedstrijd van "Solidariteit" en de Olympiërs) en in de internationale benaming (in het Frans) als de Course Cycliste de Solidarnosc et des Champions Olympiques bekend, wordt sinds 1990 jaarlijks georganiseerd door de afdeling van Solidarność in de regio Łódź in samen werking met de Vereniging van Poolse Olympiërs.

## Algemeen
Van 1990-1995 was het een amateurkoers onder de naam Międzynarodowy Wyścig Solidarności (Internationale Solidariteitsrace). Van 1996 tot 1998 heette de koers Międzynarodowy Wyścig Kolarski Solidarności i Towarzystwa Olimpijczyków Polskich (Internationale wielerwedstrijd van Solidarność en de Vereniging van Poolse Olympiërs), en vanaf 1999 wordt de huidige naam gebezigd.
De wedstrijd is vanaf de introductie van de UCI Europe Tour in 2005 onderdeel van dit continentale circuit van de UCI, en heeft hierin sinds 2015 de 2.2-status.
Van 1996-2000 vond de wedstrijd eind mei plaats, sinds 2001 eind juni/begin juli. In het coronajaar 2020 werd de wedstrijd in september verreden. In 1996 werden er negen etappes verreden in zes dagen, in 1997 waren dit er tien in negen dagen en in 1998 vijf in vier dagen. Van 1999-2010 werd de wedstrijd verreden over zes of zeven etappes in vijf dagen (2002: zes). Van 2011-2023 werden er vier of vijf etappes verreden in ook vier of vijf dagen (2012: 6 etappes in 5 dagen).
De Nederlander Johim Ariesen won de koers in 2015 en de Belg Timo Kielich in 2022.

## Klassementen
In de Koers van de Olympische Solidariteit zijn de volgende klassementen en worden de bijbehorende leiderstruien uitgereikt:
 Algemeen klassement
 Puntenklassement
 Bergklassement
 Jongerenklassement (U23)
 Ploegenklassement

## Erelijst

### Meervoudige winnaars
| Overwinningen | Renner         | Jaren                   |
| ------------- | -------------- | ----------------------- |
| 4             | Tomasz Brożyna | 1991, 1996, 1998 , 1999 |
| 2             | Piotr Wadecki  | 1997, 2005              |
| 2             | Łukasz Bodnar  | 2007, 2008              |

### Overwinningen per land
| Overwinningen | Land                                     |
| ------------- | ---------------------------------------- |
| 24            | Polen                                    |
| 2             | Estland, Oekraïne, Rusland, Tsjechië     |
| 1             | België, Litouwen, Nederland, Wit-Rusland |